# رأس فريد (مسلسل تلفزيوني)

رأس فريد (بالفرنسية: Blaise le blasé وتعني بليز المنهك) هي سلسلة رسوم متحركة كندية-فرنسية من إنتاج Echo Media ( سابقًا Spectra Animation ) و Galaxy 7 ، بطل المسلسل فريد ، البالغ من العمر 16 عامًا وهو يعيش حياة غير طبيعية. تشترك فرنسا في إنتاجه بنسبة 35٪ وكيبيك بنسبة 65٪. 
عرض لأول مرة في 29 أكتوبر 2007 وإنتهى في 6 يوليو 2008 ، بـ26 حلقة. نشر بمجموعة أقراص DVD باللغة الفرنسية في 9 يناير 2012 في أوروبا. و تم إعادة عرض البرنامج سابقًا على Teletoon ، ثم تم نقله إلى القناة التلفزيونية الكندية الفرنسية ، Unis ، في 1 سبتمبر 2014.

## القصة
المسلسل يتحدث عن حياة لمراهق لديه تحفظات صارمة حول حياة الكبار. في مغامراته ، تحوم حوله العديد من الشخصيات الغريبة الأطوار في جميع الاتجاهات بحثًا عن هويته: عالم نفساني، صديق غريب للغاية ، سيدة غريبة محصنة ضد السحرة ، محبو اتجاهات الموضة ، وعشاق أفلام الرعب .
العرض يتضمن مشاكل حياتية منتشرة مثل: الكحول، والخيانة، وغيرها,

## الشخصيات
ملاحظة: على الرغم من أن الاسماء الأولى لمعظم الشخصيات تغير بين النسخة الفرنسية والإنجليزية، فإن ألقابهم الأخيرة لا تتغير.

### عائلة لوبلان
- بليز/فريد لوبلان (ولد في 23 يونيو 1992) يبلغ 15-16 من عمره، وهو بطل القصة. يعيش في شقة مع عائلته يرتاد مدرسة St Judes High School
- كارول لوبلان هي والدة فريد. لم يتم تحديد عمرها، ولديها ابنان: فريد، وبون مي.
- بول لوبلان هو والد فريد. على عكس زوجته ، فهو متحفظ ويسمح لفريد بتجربة الأشياء بمفرده. تقول كارول دائمًا أن بول أعطى فريد قشرة صلبة جدًا في مواجهة المشكلات الحقيقية. يغضب بسهولة من الوحش. عندما يصاب بنزلة برد ، يتم علاجه من قبل كارول. إنه أيضًا ذكي جدًا ، بل إنه ذكي ، كما هو موضح في المواقع الإلكترونية. أب نموذجي.
- بونمي لوبلان هو شقيق فريد بالتبني من تايلاند
- ذا بيست هو قطة قط شرقي . قطة دفاعية ، معادية ، متهورة ، عدواني مع الأشخاص الذين لا يعيش معهم .
- الخالة مونيك هي أخت كارول.

### زملاء فريد
- فابيين ليجر من محبي أفلام الرعب B وتحلم بصنع أفلام رعب دموية ودموية. ساخرة حتى الموت
- جريجوري جيلبرت بيروفسكي المعروف أيضًا باسم GG ، هو أفضل صديق لفريد .
- بنجي جان فرانسوا صديق طفولة فريد
- أنيت فريت سيك لديها شعر أسود نفاث وعينان ثاقبتان وسلوك ملكي. خزانة ملابسها لها لمسة قوطية محددة. إنها شغوفة بفنها ، وغالبًا ما تُرى ترسم أو تعرض قطعها التجريدية أو صورها الذاتية. والد أنيت سفير للدولة وأمها نجمة بوليوود سابقة. تعيش في قصر في الجزء العلوي من المدينة وتشاهد أحيانًا وهي تذهب إلى المدرسة في سيارة ليموزين.

## مؤدين الأصوات
| شخصية                   | الفرنسية          | إنجليزي            |
| ----------------------- | ----------------- | ------------------ |
| فريد لوبلان             | غيوم تشامبوكس     | ماثيو ماكاي        |
| بول لوبلان              | جاك لورو          | مارك كاماتشو       |
| كارول لوبلان            | ناتالي هاميل روي  | إلين ديفيد         |
| بونمي لوبلان            | جوهان ليفييه      | الكرة سونيا        |
| فابيين ليدجر            | كارين فاناس       | لورا تيسدال        |
| جريجوري جيلبرت بيروفسكي | إيمانويل بيلودو   | ريك جونز           |
| بنجي جون هوبر           | فريديريك بيير     | داني بلانكو هول    |
| مدام بطرفلاى            | جوهان ليفييه      | الكرة سونيا        |
| أنيت فريز درايت         | كميل سير ديسماريس | لورا تيسدال        |
| بينيلوب تروهارت         | صوفي كديو         | هولي جوتييه فرانكل |
| تمارا هارتمان           | جويل مورين        | جيسي فينيت         |
| جودي جودهارت            | كاثرين ترودو      | هولي جوتييه فرانكل |
| نينو اونيل              | سيباستيان ريدينغ  | تيرينس سكاميل      |
| جوهان شابوت             | كلود جانيون       | كريج فرانسيس       |
| ماني اسكوبار            | هوجولين شيفريت    | جاستن برادلي       |
| فاني كتن                | ماري شانتال بيرون | تايلور باروتشيل    |
| ثيو ستورجون             |                   | ريتشارد دومونت     |
| انيموني                 | بول ساراسين       | تيرينس سكاميل      |
| السيد بيروفسكي          | بينوا روسو        | ريك جونز           |
| السّيدة. بيروفسكي        | جوهان ليفييه      | بولين ليتل         |
| بالتازار فيرتشايلد      | جوهان ليفييه      | تيرينس سكاميل      |
| دكتور هارتمان           | ديدييه لوسيان     | بيير لينوار        |